# Villedubert
Villedubert  ist eine französische Gemeinde mit 340 Einwohnern (Stand 1. Januar 2022) im Département Aude in der Region Okzitanien. Sie gehört zum Arrondissement Carcassonne und zum Kanton La Montagne d’Alaric.
Der Dolmen von Peirières liegt bei Villedubert.

## Nachbargemeinden
Nachbargemeinden von Villedubert  sind  Bouilhonnac im Nordosten, Trèbes im Südosten, Berriac im Südwesten und Villalier im Nordwesten.

## Bevölkerungsentwicklung
| Jahr      | 1962 | 1968 | 1975 | 1982 | 1990 | 1999 | 2017 |
| Einwohner | 178  | 180  | 186  | 254  | 276  | 285  | 345  |